# Véhicule blindé d'aide à l'engagement
Le projet Véhicule blindé d'aide à l'engagement, VBAE concerne le remplacement des Véhicules blindés légers (VBL) actuellement en service dans l'armée française, et ce au cours de la seconde phase du renouvellement du matériel de l'armée de terre : le programme Scorpion. 

## Historique
L'armée française n'a pas officiellement présenté le programme de renouvellement des VBL dans le cadre de la LPM 2019-2025. Il est prévu la rénovation (le terme régénérer est davantage utilisé dans les forces armées) de plus de 700 VBL en service. 
La Loi de programmation militaire [LPM] 2024-2030 prévoit la livraison de 180 VBAE à l’horizon 2030, sur une cible totale de 1 400 exemplaires .
En décembre 2023, l’OCCAr a signé un accord de coopération avec Arquus, Nexter (KNDS France) et John Cockerill pour la préconception d’un candidat au programme VBAE qui devrait équiper à terme les unités terrestres des armées belge, française et sans doute luxembourgeoise. En juillet 2024, le développement a été approuvé.

## Véhicules potentiels
Le Scarabée est un véhicule produit sur fonds propres par la société Arquus. Il est présenté officiellement au salon Eurosatory 2018 et commercialisé depuis 2021. Successeur du CRAB, il est est susceptible d'être le prochain VBAE.
Un autre industriel français, Soframe, filiale du groupe Lohr s’est également intéressé au VBAE en proposant le MOSAIC (Mission Observation Surveillance Acquisition Investigation Combat). De même, Thales, a misé sur le Hawkei.